# Högboda gård
Högboda gård is een plaats in de gemeente Kil in het landschap Värmland en de provincie Värmlands län in Zweden. De plaats heeft 52 inwoners (2005) en een oppervlakte van 12 hectare.